# Grey (novela)
Grey, también conocido como Grey: Cincuenta sombras de Grey contadas por Christian, es una novela de romance erótico escrita por la autora británica E. L. James, publicada en 2015. Es la cuarta entrega de la serie Cincuenta Sombras, la cual comenzó como una obra de fanfiction.
La novela fue lanzada el 18 de junio de 2015 para coincidir con la fecha de nacimiento del personaje Christian Grey. La primera tirada de la obra consistió en 1.25 millones de copias.

## Resumen
Christian Grey, un exitoso y rico empresario de 27 años, conoce a Anastasia «Ana» Steele, una estudiante universitaria de 21 años, cuando ella lo entrevista en nombre de su amiga y compañera de cuarto, Katherine «Kate» Kavanagh, quien estaba enferma de gripe en ese momento. Los personajes desarrollan una atracción mutua, y Christian le propone a Ana una relación sadomasoquista.
Christian espera que su relación con Ana alivie los efectos de una infancia traumática, pero sus oscuros gustos sexuales y su baja autoestima alejan a Ana. Al principio, Ana es ingenua respecto al sadismo de Christian y a la dinámica de poder en su relación; sin embargo, a medida que avanza la novela, ella llega a comprender que su comportamiento es frío y controlador.

## Desarrollo
El 1 de junio de 2015, James anunció que estaba en proceso de escribir otro libro de la serie Cincuenta Sombras debido a la demanda popular de sus seguidores. Más tarde, ese mismo día, publicó una imagen en su cuenta de Instagram que confirmaba que la novela se titularía Grey, que sería narrada desde la perspectiva de Christian Grey, y que había elegido deliberadamente su fecha de publicación para coincidir con el cumpleaños de Grey. Las ventas anticipadas de Grey fueron extremadamente fuertes, lo que llevó a muchos minoristas a pedir grandes cantidades del libro para satisfacer la demanda del día de lanzamiento. Un editor de The Bookseller también comentó que Grey podría convertirse en «el libro más grande del año».
El 11 de junio de 2015, Random House informó que una copia finalizada de Grey había sido robada y que el robo estaba siendo investigado por la policía de Kent. El robo, que ocurrió el 8 de junio, se ha comparado con la filtración de 2008 de Midnight Sun de Stephenie Meyer, una novela complementaria no publicada en ese momento, que relata los eventos de Twilight desde la perspectiva de Edward Cullen. Mientras que la filtración de Midnight Sun llevó a Meyer a poner la obra en pausa hasta 2020, James declaró que Grey se publicaría según lo programado.

## Recepción de la crítica
La recepción crítica de Grey ha sido generalmente negativa, y muchos críticos lo han criticado por ser demasiado similar a Fifty Shades of Grey. The Independent criticó el libro y la decisión de incluir los monólogos internos de Grey, afirmando que tenía una «vida mental vacía» y que «[e]l efecto es cada vez más cómico: Mills & Boon se encuentra con Peep Show, mientras que el resto de su monólogo interno se dedica a expresar lo obvio». The Telegraph escribió una reseña mordaz, describiéndolo como «tan sexy como un relato de desdichas y tan excitante como el diario de un delincuente sexual», y agregó que «[e]s difícil entender qué ve la señorita Steele en él, incluso si intentas imaginarlo como Jamie Dornan, es Jamie Dornan como el asesino en serie de The Fall». The Guardian comentó sobre el libro, afirmando que, aunque el primer libro era «un retrato bastante divertido y relativamente suave de la fantasía sexual de una mujer», que «[e]n lugar de un S&M suave, ligero y repetitivo, el 'romance' es ahora el trabajo retorcido de un completo psicópata». En los Estados Unidos, The Washington Post también encontró poco de la serie original en la reescritura: «Donde Ana tenía peculiaridades extrañas, una 'diosa interior' desconcertante que era una gimnasta de calibre olímpico, y un sentido general de asombro ingenuo que aligeraba Fifty Shades y recordaba a los lectores que no se tomaran la historia demasiado en serio, nada de eso está aquí. Grey es oscuro e implacable y demasiado serio, como el señor Grey».

### Audiencia
La acogida de Grey por parte de los aficionados ha sido positiva y el libro vendió más de un millón de ejemplares en su primera semana de lanzamiento.